# Screen Actors Guild Awards 2011
La 17ª cerimonia del Premio SAG si è tenuta il 30 gennaio 2011 allo Shrine Exposition Center di Los Angeles.
Le candidature sono state annunciate da Rosario Dawson e Angie Harmon il 16 dicembre 2010 al Los Angeles' Pacific Design Center's Silver Screen Theater.

## Cinema

### Miglior attore protagonista
- Colin Firth – Il discorso del re (The King's Speech)
- Jeff Bridges – Il Grinta (True Grit)
- Robert Duvall – Get Low
- Jesse Eisenberg – The Social Network
- James Franco – 127 ore (127 Hours)

### Migliore attrice protagonista
- Natalie Portman – Il cigno nero (Black Swan)
- Annette Bening – I ragazzi stanno bene (The Kids Are All Right)
- Nicole Kidman – Rabbit Hole
- Jennifer Lawrence – Un gelido inverno (Winter's Bone)
- Hilary Swank – Conviction

### Miglior attore non protagonista
- Christian Bale – The Fighter
- John Hawkes – Un gelido inverno (Winter's Bone)
- Jeremy Renner – The Town
- Mark Ruffalo – I ragazzi stanno bene (The Kids Are All Right)
- Geoffrey Rush – Il discorso del re (The King's Speech)

### Miglior attrice non protagonista
- Melissa Leo – The Fighter
- Amy Adams – The Fighter
- Helena Bonham Carter – Il discorso del re (The King's Speech)
- Mila Kunis – Il cigno nero (Black Swan)
- Hailee Steinfeld – Il Grinta (True Grit)

### Miglior cast
- Il discorso del re (The King's Speech)
Anthony Andrews, Helena Bonham Carter, Jennifer Ehle, Colin Firth, Michael Gambon, Derek Jacobi, Guy Pearce, Geoffrey Rush, Timothy Spall
- Il cigno nero (Black Swan)
Vincent Cassel, Barbara Hershey, Mila Kunis, Natalie Portman, Winona Ryder
- The Fighter
Amy Adams, Christian Bale, Melissa Leo, Jack McGee, Mark Wahlberg
- I ragazzi stanno bene (The Kids Are All Right)
Annette Bening, Josh Hutcherson, Julianne Moore, Mark Ruffalo, Mia Wasikowska
- The Social Network
Jesse Eisenberg, Andrew Garfield, Armie Hammer, Max Minghella, Josh Pence, Justin Timberlake

### Migliori controfigure
- Inception
- Green Zone
- Robin Hood

## Televisione

### Migliore attore in un film televisivo o miniserie
- Al Pacino – You Don't Know Jack - Il dottor morte
- John Goodman – You Don't Know Jack - Il dottor morte
- Dennis Quaid – I due presidenti (The Special Relationship)
- Édgar Ramírez – Carlos
- Patrick Stewart – Macbeth

### Migliore attrice in un film televisivo o miniserie
- Claire Danes – Temple Grandin - Una donna straordinaria (Temple Grandin)
- Catherine O'Hara – Temple Grandin - Una donna straordinaria (Temple Grandin)
- Julia Ormond – Temple Grandin - Una donna straordinaria (Temple Grandin)
- Winona Ryder – When Love Is Not Enough: The Lois Wilson Story
- Susan Sarandon – You Don't Know Jack - Il dottor morte

### Migliore attore in una serie drammatica
- Steve Buscemi – Boardwalk Empire - L'impero del crimine (Boardwalk Empire)
- Bryan Cranston – Breaking Bad
- Michael C. Hall – Dexter
- Jon Hamm – Mad Men
- Hugh Laurie – Dr. House - Medical Division (House, M.D.)

### Migliore attrice in una serie drammatica
- Julianna Margulies – The Good Wife
- Glenn Close – Damages
- Mariska Hargitay – Law & Order - Unità vittime speciali (Law & Order: Special Victims Unit)
- Elisabeth Moss – Mad Men
- Kyra Sedgwick – The Closer

### Migliore attore in una serie commedia
- Alec Baldwin – 30 Rock
- Ty Burrell – Modern Family
- Chris Colfer – Glee
- Ed O'Neill – Modern Family
- Steve Carell – The Office

### Migliore attrice in una serie commedia
- Betty White – Hot in Cleveland
- Tina Fey – 30 Rock
- Jane Lynch – Glee
- Sofía Vergara – Modern Family
- Edie Falco – Nurse Jackie - Terapia d'urto (Nurse Jackie)

### Miglior cast in una serie drammatica
- Boardwalk Empire - L'impero del crimine (Boardwalk Empire)
Greg Antonacci, Steve Buscemi, Dabney Coleman, Paz De La Huerta, Stephen Graham, Anthony Laciura, Heather Lind, Kelly MacDonald, Gretchen Mol, Aleksa Palladino, Vincent Piazza, Michael Pitt, Michael Shannon, Paul Sparks, Michael Stuhlbarg, Erik Weiner, Shea Whigham
- The Closer
G. W. Bailey, Michael Paul Chan, Raymond Cruz, Jonathan Del Arco, Tony Denison, Robert Gossett, Philip P. Keene, Corey Reynolds, Kyra Sedgwick, J.K. Simmons, Jon Tenney
- Dexter
Jennifer Carpenter, April Hernandez Castillo, Michael C. Hall, Desmond Harrington, Maria Doyle Kennedy, C.S. Lee, Johnny Lee Miller, James Remar, Julia Stiles, Lauren Velez, Peter Weller, David Zayas
- The Good Wife
Christine Baranski, Josh Charles, Alan Cumming, Matt Czuchry, Julianna Margulies, Chris Noth, Archie Panjabi, Graham Phillips, Makenzie Vega
- Mad Men
Cara Buono, Jon Hamm, Jared Harris, Christina Hendricks, January Jones, Vincent Kartheiser, Matt Long, Robert Morse, Elisabeth Moss, Jessica Paré, Kiernan Shipka, John Slattery, Rich Sommer, Christoperh Stanley, Aaron Staton

### Miglior cast in una serie commedia
- Modern Family
Julie Bowen, Ty Burrell, Jesse Tyler Ferguson, Nolan Gould, Sarah Hyland, Ed O'Neill, Rico Rodriguez, Eric Stonestreet, Sofía Vergara, Ariel Winter
- Glee
Max Adler, Dianna Agron, Chris Colfer, Jane Lynch, Jayma Mays, Kevin McHale, Lea Michele, Cory Monteith, Heather Morris, Matthew Morrison, Mike O'Malley, Chord Overstreet, Amber Riley, Naya Rivera, Mark Salling, Harry Shum Jr., Iqbal Theba, Jenna Ushkowitz
- 30 Rock
Scott Adsit, Alec Baldwin, Katrina Bowden, Kevin Brown, Grizz Chapman, Tina Fey, Judah Friedlander, Jane Krakowski, John Lutz, Jack McBrayer, Tracy Morgan, Maulik Pancholy, Keith Powell
- Hot in Cleveland
Valerie Bertinelli, Jane Leeves, Wendie Malick, Betty White
- The Office
Leslie David Baker, Brian Baumgartner, Creed Bratton, Steve Carell, Jenna Fischer, Kate Flannery, Ed Helms, Mindy Kaling, Ellie Kemper, Angela Kinsey, John Krasinski, Paul Lieberstein, B.J. Novak, Oscar Nuñez, Craig Robinson, Phyllis Smith, Rainn Wilson, Zach Woods

### Migliori controfigure
- True Blood
- Burn Notice - Duro a morire
- CSI: NY
- Dexter
- Southland

## SAG Annual Life Achievement Award
- Ernest Borgnine